# يوسف الجندي
يوسف الجندي (1893 - 1941)، سياسي وحقوقي مصري، تم اختياره رئيساً لجمهورية زفتى وكان أبرز المساهمين في حركة النضال ضد الإنجليز في زفتى وإعلان استقلالها، وهو من الذين ساندوا سعد زغلول قبيل ثورة 1919، اشتهر وهو طالب في كلية الحقوق بمناقشاته الثورية، وتم فصله من الكلية بسبب مواقفه ضد الإنجليز.
وعندما اندلعت ثورة 1919 كان الجندي في بلدته زفتى وقام بتحفيز أهل المدينة للمشاركة والنضال ضد الإنجليز وبعد تحالف رئيس الشرطة مع القيادات تم غلق مداخل المدينة وإعلان قيام الجمهورية في مدينته، تم تنصيبه رئيساً عليها وقام بتأسيس مجلس بلدي لها، حاصر الإنجليز المدينة في محاولة للقبض عليه وبعد مرور يومين تم فك الحصار وإنهاء الجمهوري بعد مفاوضات، وقد اختبأ في «دوّار» العائلة بدماص ومكث فيه لفترة.
عقب ثورة 1919 وبعد عودة سعد زغلول من المنفى قام باختيار يوسف الجندي ضمن حقبته الوزارية لكن الملك فؤاد رفض بسبب ما سببه من مشاكل، وانتخب يوسف الجندي عضو في مجلس الأمة وتولى منصب نائب زعيم المعارضة، توفي في عام 1941 وتم إطلاق اسمه على العديد من الشوارع في القاهرة وزفتى.

## حياته السياسية
في 8 مارس 1919 أعتقل سعد زغلول ومرافقوه وهم «أحمد باشا الباسل» و«محمد باشا محمود» و«إسماعيل صدقي» و«سينوت حنا» ومكرم عبيد و«فتح الله بركات» و«عاطف بركات» وتم نفيهم إلى جزيرة سيشل وخرج المصريون مسيحيون ومسلمون في مظاهرات صاخبة لتسجيل غضبهم ضد هذا الأجراء التعسفي، ولأول مرة في تاريخ مصر خرجت سيدات مصر في مظاهرات، وكان ذلك في 16 مارس 1919 م. ولأن خروج سيدات مصر في مظاهرات كانت مفاجئة مدوية في هذا الزمان لهذا كان لها أثر بالغ الأهمية عند جموع المصريين في ربوع مصر. ولكن كان هناك في بلدة صغيرة على ضفاف النيل تدعى زفتى مجموعة من الشباب الجامعي والفلاحين والتجار تفكر في عمل شيء يساعد في الإفراج عن سعد زغلول ورفاقه، وكان من ضمن أفراد تلك المجموعة يوسف الجندي وأخوه الأكبر «عوض الجندي» المحاميان وكان معهم الشيخ عمايم والكفراوي والفخراني ومحمد افندي عجينة صاحب مكتبة للأدوات المدرسية ومطبعة وسويلم وكانت تلك المجموعة تلتقي في مقهى مستوكلي بميدان بورصة القطن. واتفقوا على الانفصال عن المملكة المصرية وإعلان الاستقلال وإنشاء جمهورية زفتى. كان المقصود من هذا العمل هو لفت أنظار العالم لمدى التأييد الشعبي لسعد زغلول ورفاقه . بعد أن تبلورت الفكرة بدؤوا في التحضير لإعلان الاستقلال صباح يوم 18 مارس 1919م حيث تجاوب معهم جميع أهالي البلدة من فلاحين وأعيان وشباب ووصل الأمر لتوسل أحد الخارجين عن القانون للانضمام لهم يدعى «سبع الليل» وكان يتزعم عصابة مسلحة تروع البلدة والقرى المجاورة. وطلب من أهل البلدة المشاركة معهم وأعلن توبته لرغبته في قتال الإنجليز فان مات فسيصبح بطلًا، وأوصى منشد البلدة أن يتغنى ببطولاته لو قتله الإنجليز. ذهب يوسف الجندي ومعه بعض أهالي البلدة إلى ضابط النقطة في البلدة وكان يدعى حمد افندي، ولأنه رجل وطني انضم لهم وفتح لهم السلاحليك (مخزن السلاح) وشارك معهم في التخطيط. ولأول مرة يجتمع رجل الشرطة وزعيم العصابة على هدف واحد وهو محاربة الإنجليز. وفي صباح يوم 18 مارس كونوا المجلس البلدي الحاكم برئاسة المحامي الشاب يوسف الجندي واعلنوا الاستقلال. وكان عوض الجندي المحامي أخو يوسف هو من ذهب للقاهرة وأبلغ الصحف لنشر الخبر. وفي تلك الأثناء كون المجلس البلدي الحاكم عدة لجان منها لجنة التموين والإمداد وكانت مهمتها حصر المواد التموينية وحسن توزيعها على أهالي البلدة، ولجنة النظافة وكانت من أنشط اللجان حيث كانت تنظف كل شوارع البلدة وترشها بالماء وانارة الطرقات ليلاً، ولجنة الاعلام وتولاها محمد أفندي عجينة وكانت تقوم بطبع المنشورات السريعة لتوضيح الوضع العام في البلدة، وأصدرت اللجنة جريدة يومية كان اسمها جريدة جمهورية زفتى. ولجنة الأمن والحماية وتولى الاشراف عليها الضابط الشاب حمد أفندى بمعاونة سبع الليل، فجمعوا الرجال من الخفر ورجال سبع الليل والأهالي من القادرين على حمل السلاح وقسموهم إلى مجموعات كل مجموعة تتولى حماية إحدى مداخل البلدة.
عندما علم الإنجليز في مساء يوم 18 مارس قرروا إرسال قوة للاستيلاء على البلدة عن طريق كوبري ميت غمر ولكن تصدى الأهالي لتلك القوات فرجعت وتمركزت في بلدة ميت غمر. وفي الصباح علموا في البلدة بأن هناك قطار قادم إلى البلدة محمل بمئات الجنود والعتاد العسكري، فما كان من سبع الليل ورجاله إلا أن قطعوا قضبان السكة الحديد على مسافة من خارج البلدة. تقول بعض الروايات 15 كيلو متر وتقول روايات أخرى أن القضبان قطعت من أمام قرية (سعد باشا) فعجز الإنجليز عن دخول البلدة للمرة الثانية. لخطورة الموقف أعلنت أنجلترا خلع السير ونجت لتهدئة حالة الهيجان والثورة في مصر. في 21 مارس 1919م عين الجنرال اللنبي معتمدا لـبريطانيا في مصر واستمرت حالة عدم الاستقرار سارية، فقد لجأ المصريون في مختلف محافظات مصر إلى تخريب الطرق وقطع خطوط الاتصالات وأسلاك التلغراف وأعمدتها. كما فعل أهالي جمهورية زفتى، فتريث الإنجليز حتى تهدأ الأمور في أنحاء مصر، وفي فجر يوم 29 مارس 1919م فوجئ أهالي زفتى بعشرات المراكب التي تحمل جنود الارسالية الأسترالية تقوم بعملية إنزال الجنود على شاطئ النيل بالبلدة وقيامهم بإطلاق النار في الهواء أو على كل من يحاول عرقلة استيلائهم على البلدة، وقاموا بالتفتيش عن يوسف الجندي وأعلنوا عن مكافأة مالية لمن يرشد عنه. ولكن عندما تأكد للجميع أن الأمر أنتهى قاموا بتهريب يوسف الجندي ورفاقه إلى عزبة سعد باشا الواقعة في قرية مسجد وصيف واستقبلتهم السيدة صفية زغلول وقامت باخفاءهم في أماكن مختلفة حتى أفرج عن سعد زغلول ورفاقه يوم 17 أبريل من عام 1919. وأصبح بعد ذلك يوسف الجندي من أكبر رجال السياسة والبرلمان المصري وعندما عرض اسمه في إحدى التشكيلات الوزارية لمنصب وزير للمعارف اعترض الملك على اسمه بشدة لأنه لم ينسَ ما سببه للمملكة من قلاقل. ثم عمل نائبا لزعيم المعارضة في مجلس الشيوخ.

## تكريمات
سمي على اسمه أحد الشوارع في منطقة النرجس عمارات - بالتجمع الخامس - القاهرة الجديدة
بالإضافة إلى أحد الشوارع المتفرعة من صبري أبو علم بمنطقة باب اللوق، بمحافظة القاهرة. وكذلك أحد أكبر الشوارع في مدينة زفتى.

## في الثقافة والإعلام
ظهرت شخصية يوسف الجندي في مسلسل جمهورية زفتى الذي أنتج عام 1998 وقام بدوره الممثل كمال أبو رية.